# Campagne belliche di Agatocle in Italia e in Adriatico
Le campagne belliche di Agatocle in Italia e in Adriatico si svolsero tra il 301 a.C. e il 295 a.C. e vennero condotte dal basileus siracusano Agatocle.

## Contesto italico
Corrisponde al periodo in cui Agatocle decise di recarsi con il suo esercito in Magna Grecia (301/300 a.C.) la fine della spedizione in quel luogo del principe spartano Cleonimo (fratello minore di quell'Acrotato che circa un decennio prima aveva cercato di spodestare Agatocle dal governo di Siracusa), il quale era stato mandato a chiamare da Taranto (302 a.C. circa) affinché l'aiutasse a tenere a bada i Lucani e i Romani; questi ultimi erano stretti alleati dei Lucani (un'alleanza tuttavia che non sarebbe durata, poiché proprio Taranto presto li avrebbe aizzati contro i Romani) e non avevano ancora avuto grosse ingerenze con il mondo magnogreco - a parte la caduta di Neapolis che però aveva interessato solo la lega italiota, capitanata dalla stessa Taranto (dopo Dionisio I Siracusa non aveva più avuto rapporti con la lega), la quale aveva deciso in quell'occasione di non fare nulla.
Essendo quello lucano-tarantino un conflitto che riguardava essenzialmente le antiche lotte interne dei loro alleati italici, i Romani decisero di non impegnare più di tanto le proprie forze nello scontro con i Tarantini e del resto in quei frangenti erano quasi del tutto presi dalle guerre contro i Sanniti - quando giungeva Agatocle i Romani avevano da poco terminato in maniera vittoriosa la seconda di tali guerre contro il popolo barbarico. Sconfitti dunque insieme ai Lucani, i Romani stipularono un trattato di pace con la Taranto dello Spartano; con esso si impegnavano a non avvicinarsi alla zona d'influenza commerciale tarantina. Cleonimo proseguì la sua spedizione in Magna Grecia e ad un certo punto si portò nella costa adriatica riuscendo a conquistare il nodo strategico di Corcira. Egli sarebbe poi entrato in conflitto con i Tarantini e la sua missione finì per prendere una piega diversa.

## L'arrivo di Agatocle in Magna Grecia

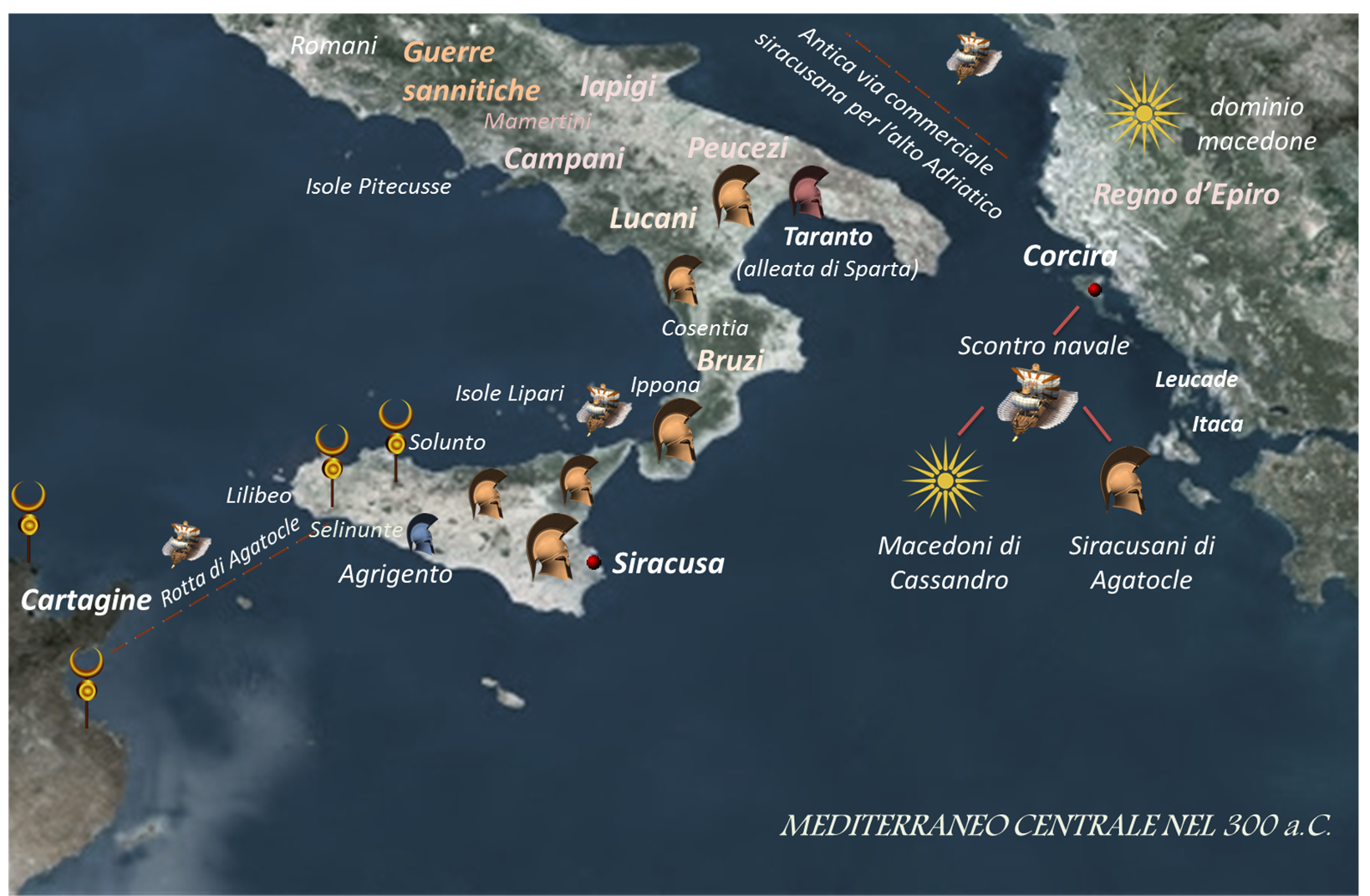
Situazione del Mediterraneo nell'epoca di Agatocle: sue mosse, sue alleanze e suoi scontri in Italia, nello Ionio e nell'Adriatico dopo la fine della guerra civile (300 a.C. circa)

Afferma la Langher - una delle principali studiose contemporanee del periodo agatocleo - sulle intenzioni del basileus in Italia:
I Bruzi, informa Giustino, appena seppero dell'arrivo di Agatocle si preoccuparono e temendo la sua forza militare si affrettarono a mandargli ambasciatori, chiedendogli alleanza e amicizia. Agatocle allora approfittò della loro disponibilità e li invitò a cena, affinché gli ambasciatori bruzi non vedessero che egli nel frattempo stava facendo traghettare il suo esercito nella loro terra. Disse ai diplomatici dei barbaroi che si sarebbero rivisti l'indomani, ma non si presentò all'appuntamento, poiché era già salpato su una delle sue navi per raggiungere i suoi uomini armati. Così Agatocle ingannò i Bruzi, i quali avevano sperato di poter evitare lo scontro con i Siracusani.
Purtroppo è impossibile ricostruire in maniera più dettagliata gli eventi di Agatocle in Italia fino alla sua decisione di sbarcare a Corcira, poiché Giustino non conosce null'altro di questa spedizione e il frammento di Diodoro dice troppo poco al riguardo.

## Il basileus in Adriatico: lo scontro con Cassandro
Molteplici i motivi che spinsero Agatocle a navigare in assetto da guerra sul mare Adriatico. La notizia fornita da Diodoro offre infatti numerosi spunti per cercare di cogliere al meglio la situazione geopolitica, di assoluto respiro internazionale, nella quale Agatocle era ormai pienamente coinvolto.
Nel 299 a.C. i Siracusani di Agatocle ingaggiarono uno scontro navale con i Macedoni di Cassandro per il possesso di Corcira (odierna Corfù); o meglio per la sua difesa. L'isola si trovava in quel momento sotto l'assedio del re macedone; egli forse l'aveva sottratta al principe spartano Cleonimo (con il quale aveva tentato di stringere alleanza intorno all'anno 302 a.C., quando cioè lo Spartano era alla guida di Taranto), oppure l'aveva trovata indifesa, ad ogni modo l'assediò per mare e per terra.
Il Macedone, come lo era stato prima lo Spartano, era vicinissimo all'antica zona d'influenza commerciale dei Siracusani, la quale era rimasta incustodita dopo la caduta dei Dionisii e se Agatocle non si fosse presentato nuovamente in Adriatico a reclamarne il possesso, essa sarebbe passata saldamente nelle mani dei nuovi contentendi; così non fu però, perché, come informa Diodoro, i Siracusani affrontarono e sconfissero nelle acque di Corcira il re di Macedonia e i suoi soldati.
Mentre i Macedoni assediavano i Corciresi, i soldati di Agatocle riuscirono a dar fuoco all'intera flotta di Cassandro, generando il panico nell'esercito macedone, il quale prima cercò di salvare le navi dalle fiamme e poi si sparpagliò per l'isola. Agatocle dopo aver sbarcato i suoi uomini a Corcira non annientò totalmente, come invece poteva fare, i Macedoni, a causa di un mancato messaggio (di cui non è pervenuto il testo) che lo avvisava dello sbandamento dell'avversario. Il basileus siracusano eresse un trofeo sulla spiaggia e pose Corcira sotto la sua sorveglianza armata.
Diodoro informa dell'orgoglio che provarono i Siracusani a seguito di questa vittoria, in quanto potevano dire di essere stati i soli ad aver sconfitto le lance dei Macedoni, le quali avevano sottomesso l'Asia e l'Europa. Essi con questa vittoria dimostravano ai Greci che i Sicelioti erano non soltanto superiori ai Cartaginesi e ai popoli barbarici dell'Italia, ma persino ai Macedoni: la più grande potenza dell'epoca. E Agatocle poteva altresì affermare di essere stato il solo re greco ad aver sconfitto un basileus macedone nell'età dei Diadochi.

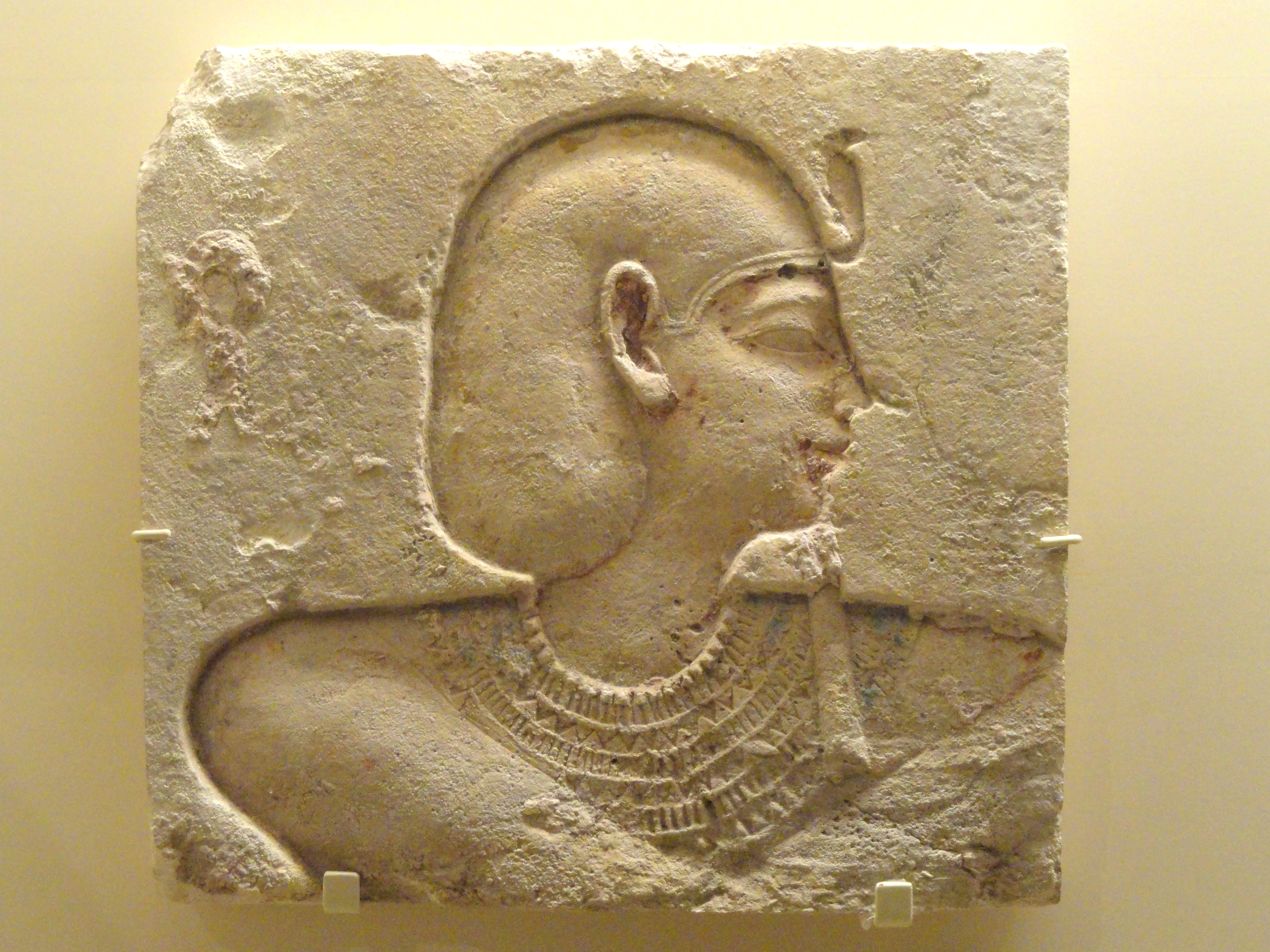
Il basileus macedone Tolomeo scolpito in stile egizio (III sec. a.C., Royal Ontario Museum)

Poiché Agatocle giunse a Corcira come «salvatore» o «difensore» è desumibile che egli sia stato chiamato da qualcuno per fermare i propositi di Cassandro. Secondo diversi studiosi dietro questa richiesta di soccorso vi era il lagide Tolomeo Sotere, basileus d'Egitto. Agatocle aveva intrecciato rapporti con la corte tolemaica già durante il suo secondo anno di guerra in Africa, i quali furono poi rinsaldati con il matrimonio tra il Siracusano e la figlia adottiva del Lagide, Teossena (la quale era, tra l'altro, anche parente di Cassandro).
Niente di strano quindi se Tolomeo, il quale aveva già mostrato di non gradire la vicinanza di Cassandro nell'occidente greco (vanno ricordate in tal senso le incursioni del satrapo d'Egitto contro lo stratego d'Europa proprio nel momento della siglata alleanza tra Agatocle e Ofella), abbia chiesto ad Agatocle di intervenire per evitare che il nodo strategico di Corcira finisse in mano alla Macedonia. Da Corica all'Italia, e da lì alla Sicilia, il passo era infatti brevissimo (come del resto aveva già dimostrato lo spartano Cleonimo). Un'altra possibilità che non si può escludere è che a chiamare Agatocle siano stati gli stessi Corciresi; sempre in funzione anti-macedone. Ovviamente anche Agatocle aveva i suoi solidi interessi nello Ionio (la già citata tradizionale presenza siracusana in Adriatico e inoltre la necessità di evitare che l'isola divenisse una base operativa per operazioni ostili nei confronti dei Siracusani), per cui intervenne tempestivamente.
Il controllo del canale d'Otranto presidiato da un lato dalle popolazioni apule (con le quali Agatocle stringerà patti di alleanza) e dall'altro dalle isole Ionie era fondamentale per permettere alle navi siracusane una tranquilla navigazione verso l'alto Adriatico; zona di sicura influenza siracusana. In tale contesto va notato come si risvegli proprio al tempo di Agatocle la circolazione della moneta siracusana nelle zone dell'alta Italia (monete di Agatocle sono state rinvenute a Padova, Verona, in altri centri della pianura padana e persino oltralpe in Svizzera), a dimostrazione che i Siracusani dopo Corcira erano tornati nelle loro antiche aree di colonizzazione dionisiana, tramite una rotta che da Corcira giungeva alle zone fluviali e da lì nell'entroterra adriatico.

## Il possesso delle isole Ionie e i propositi sull'Epiro
(Plutarco, De sera Numinis vindicta.)

Le isole Ionie evidenziate di giallo: Corcira, Paros, Leucade, Itaca, Cefalonia e Zacinto

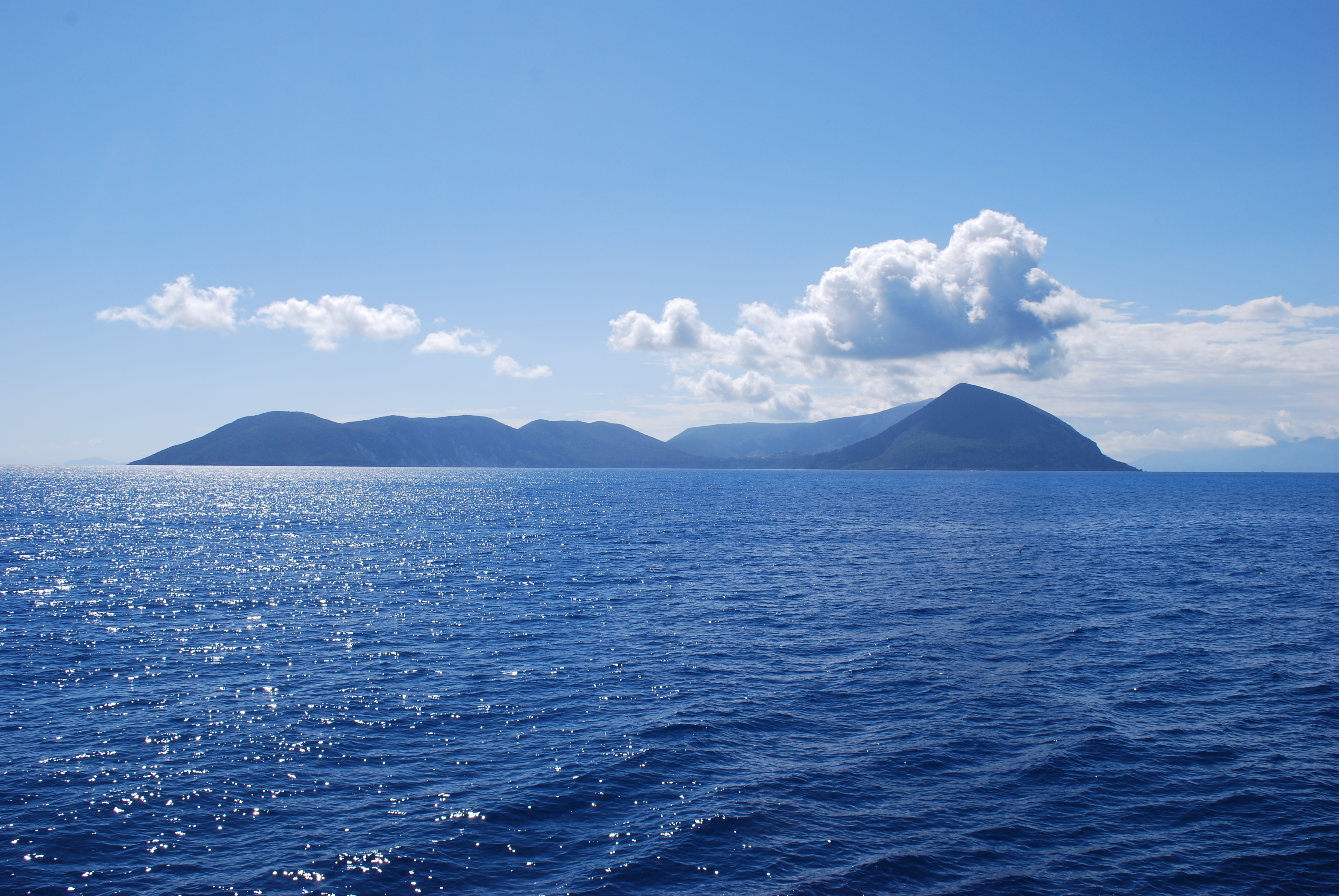
Itaca che Plutarco dice essere stata sede delle incursioni agatoclee

Il pungente dialogo che Agatocle ebbe con gli abitanti di Corcira e di Itaca è molto importante per due motivi: anzitutto rivela che il basileus non limitò il suo raggio di azione alla sola Corcira ma, com'era logico che fosse, navigò e approdò anche nelle isole vicine. Inoltre grazie a Plutarco viene rivelata una tradizione ostile ad Agatocle: il popolo che aveva salvato, improvvisamente si trova da esso attaccato (probabili polemiche corciresi sorte a causa della presenza armata e invasiva dei Siracusani, mascherata da reminescenze epiche).
Agatocle viene descritto come il «rappresentante delle forze 'barbare' siciliane», poiché sia a Corcira che ad Itaca critica l'operato di Ulisse e rammenta agli Ioni i torti che i siciliani (nella figura di Polifemo) avevano subito oltre mezzo millennio prima a causa del loro re (un'inedita lettura negativa della figura di Odisseo/Ulisse, grazie alla quale Agatocle assumeva una sorta di «diritto di precedenza» per la conquista delle Ionie, poiché doveva rimediare all'antico torto subito dall'eroe acheo). Dietro questa narrazione dei fatti vi è molto probabilmente la mano di un esiliato da Agatocle: gli indizi ricadono sul poeta parodico siracusano di nome Beoto; costui era noto per la sua familiarità con i versi di Omero e si trovava esiliato ad Atene perché, come afferma Alessandro Etolo, vi era giunto costretto «dal cuore feroce di Agatocle» (la stessa insolita negatività per i personaggi dell'Odissea si ritrova in Duride, che significativamente è l'autore delle Storie su Agatocle). Proprio il poeta esiliato ad Atene potrebbe inoltre essere stato d'ispirazione per un'altra nota figura avversa al dinasta: il tauromenita Timeo, il quale si trovava anch'egli in esilio nella capitale attica, sempre a causa di Agatocle.
Plutarco nomina una terza città in contesto ionico assediata da Agatocle, della quale però tace il nome; essa potrebbe essere Leucade (posta tra Corcira e Itaca), in quanto si apprende da un passo di Democare, conservato da Ateneo di Naucrati, che l'isola ionia aveva ospitato la figlia di Agatocle, Lanassa, la quale era in viaggio con il suo nuovo sposo, il re macedone Demetrio Poliorcete, per giungere ad Atene, approdando prima a Leucade e poi a Corcira; l'isola che la Siracusana già nel 295 a.C. aveva portato in dote a Pirro.

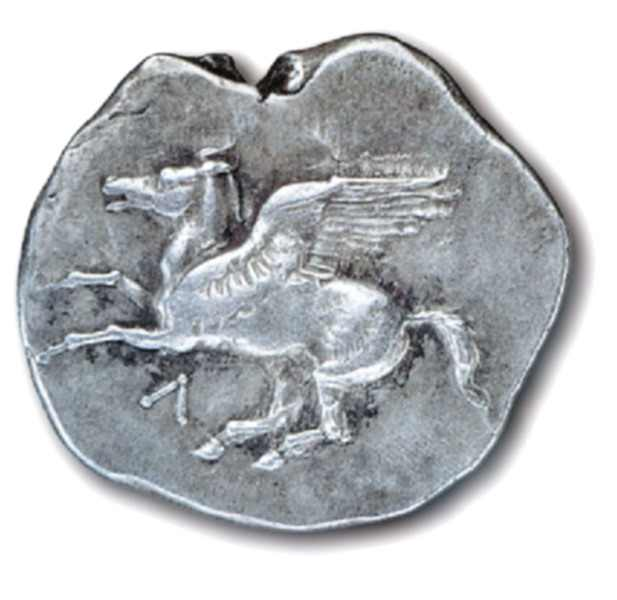
I Pegasi di Leucade, rinvenuti in grande quantità sulla costa sud-orientale della Sicilia

Tale indizio unito al ritrovamento in Sicilia di un imponente numero di conii provenienti da Leucade, lascia supporre che Agatocle avesse assoggettato anche questa isola, per poterne disporre ed eventualmente donarla, al fine di concludere proficue alleanze, come sembra testimoniare Democare.
È altrettanto probabile, data la vicinanza a Itaca, che egli avesse preso Cefalonia, la quale rientrava, tra l'altro, nel capitolo epico che i Corciresi, o i Siracusani in esilio, avevano usato per criticare le conquiste ioniche del basileus: nel Catalogo delle navi, infatti, Ulisse compare come «il capo dei Cefalleni che occupavano Itaca»; isole che al tempo di Agatocle rispondevano comunque a Corcira; la principale. Se dunque lo scopo di Agatocle era la conquista del passato «regno di Odisseo» ci sono serie possibilità che egli non abbia trascurato nessuna delle principali isole.
Infine oggetto di discussione sono le intenzioni di Agatocle verso il regno d'Epiro che all'epoca era posto sotto il protettorato della Macedonia di Cassandro, il quale aveva imposto nel trono epirota un suo uomo di fiducia: Neottolemo (nipote di Filippo II di Macedonia e figlio del Molosso morto a Cosentia). Il protetto di Cassandro cacciò Pirro in esilio, il quale venne accolto ad Alessandria d'Egitto, alla corte di Tolomeo, che ambiva a rimetterlo sul trono d'Epiro.
Stando a una notizia, definita controversa, di Polieno macedone, Agatocle con le sue truppe aveva organizzato una spedizione contro un luogo chiamato Φοινικήν che secondo alcuni sarebbe la nota città della costa epirota, ma su ciò non vi è accordo, poiché secondo altri Polieno poteva riferirsi ad un centro della Sicilia o dell'Africa, date le numerose spedizioni militari organizzate e compiute dal Siracusano. Data la vicinanza con il territorio epirota è probabile che Agatocle vi abbia compiuto delle scorrerie, ma secondo il De Sanctis sarebbe stata una stoltezza, da parte di Agatocle, nutrire piani di invasione dell'Epiro o della Grecia, poiché egli stava mantenendo una fugace pace con i Cartaginesi che sarebbe terminata all'istante se i Siracusani avessero compiuto un'aggressione simile.

## Scontro con i Bruzi e presa di Crotone

Panorama del sito italico Castiglione delle Paludi, dove venne rinvenuta una grande quantità di monete di Agatocle

Di ritorno dall'Adriatico e diretto nuovamente in Italia, ad Agatocle giunse notizia di una rivolta di mercenari liguri ed etruschi posti sotto la guida di suo nipote Agatarco, i quali gli avevano richiesto con sedizione il denaro. Agatocle quindi ne fece mettere a morte circa 2 000. Questa azione gli inimicò i Bruzi. Il basileus allora per riportarli all'ordine cinse d'assedio la loro città, Ethe (o Ethai); suo probabile luogo di sbarco.
Ma a nulla servì, poiché i Bruzi, che evidentemente nutrivano un forte senso di affiatamento e cameratismo verso gli altri mercenari italici (avendo anch'essi svolto il ruolo di mercenario per gli eserciti delle varie potenze dell'epoca), erano ormai decisi ad andare contro Agatocle, per cui raggrupparono un grande esercito e di notte attaccarono l'accampamento agatocleo, riuscendo a uccidere oltre 4 000 soldati siracusani, vendicando in questo modo l'eccidio del contingente mercenario.
Agatocle quindi lasciò Ethe, il cui sito archeologico corrisponde molto probabilmente con quello di Castiglione di Paludi: luogo ben fortificato che sorge a sud di Taranto, nell'odierno territorio cosentino (nel lato ionico di quella che era l'area di maggiore forza per i Bruzi), a pochi chilometri dalla costa; qui infatti vennero rinvenute numerose monete agatoclee. Agatocle dopo il massacro dei suoi uomini pose fine alla prima fase della sua spedizione in Italia e in Adriatico e se ne tornò a Siracusa. Da questo momento in avanti egli non nutrì più alcuna intenzione pacifica o amichevole nei confronti dei Bruzi. Infatti, quando nel 295 a.C. ritornò con nuove forze nel territorio italico, egli adoperò la forza contro le popolazioni barbariche della Calabria e in maniera preventiva anche contro le stesse città italiote.

## Alleanza con gli Apuli e domini nella Magna Grecia

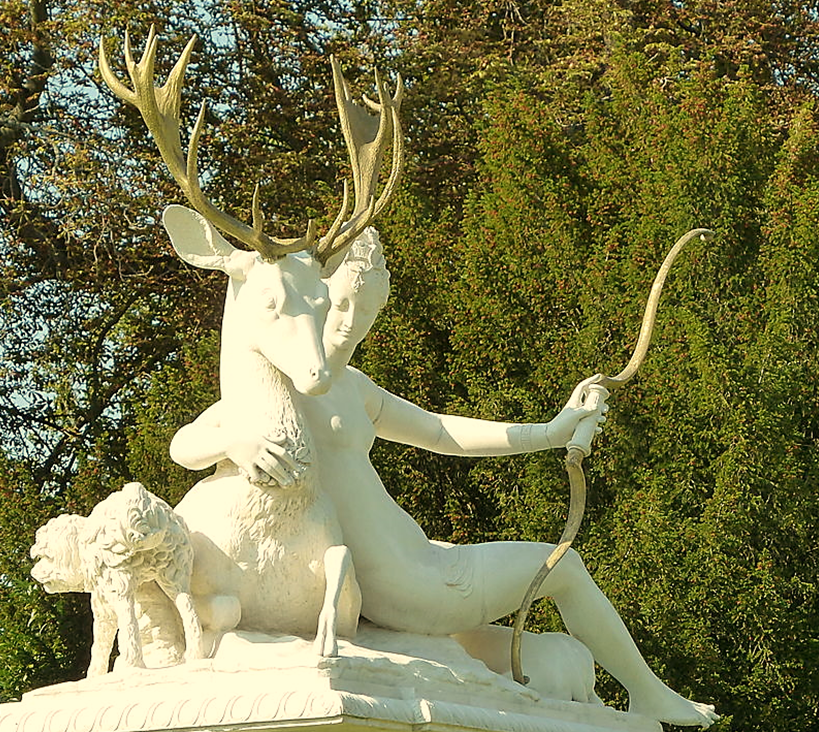
Agatocle, afferma Aristotele, trovò nelle terre apule il collare che Diomede dedicò ad Artemide, posto al collo di un cervo; animale sacro alla dea (nell'immagine la raffigurazione scultorea di Artemide con il suo cervo)

Diodoro informa che dopo la presa di Crotone, Agatocle strinse un patto di alleanza (symmachia) con i popoli apuli; gli Iapigi (etnonimo che include anche i Dauni) e i Peucezi, fornendo loro delle navi per esercitare la pirateria, mentre in cambio essi dovevano dargli parte del bottino predato. La notizia, che è evidentemente di matrice anti-agatoclea, maschera le reali intenzioni del basileus: ovviamente ad Agatocle serviva l'alleanza delle popolazioni apule per preservare la sicurezza della navi siracusane nel canale d'Otranto; con il possesso del porto di Crotone e delle isole Ionie, l'ultimo tassello per assicurarsi una serena navigazione nell'Adriatico era appunto la fedeltà dei pirati. Le azioni «colorate in chiave piratesca» potevano per altro riferirsi alle note guerra 'di corsa' il cui fine ultimo non era il mero bottino, ma la vittoria sui nemici di colui che aveva armato le navi corsare.
Pare inoltre assodato che vi fu un terzo popolo barbarico con il quale Agatocle strinse alleanza in Italia: Diodoro nomina infatti dei «barbari confinanti» (homoroi barbaroi) con Crotone, ma né Iapigi né Peucezi lo sono, mentre invece i Lucani sì; essi confinavano con i Bruzi e con i Crotoniati, si è quindi supposto che fossero loro il terzo popolo italico in lega con i Siracusani. Le azioni anti-romane compiute in quel periodo da Iapigi, Peucezi e Lucani vengono attribuite alla volontà di Agatocle; asserisce a tal proposito lo storico Luigi Pareti che «l'alleanza di Agatocle coi Iapigi e Peucezi, se non fu proprio un'azione diretta contro Roma, sfruttò un periodo di assenza forzata di quest'ultima dall'Apulia, danneggiandone l'egemonia già acquisita ed ora da ricostituire» (Roma era riuscita infatti a penetrare nel 323 a.C. in Apulia).

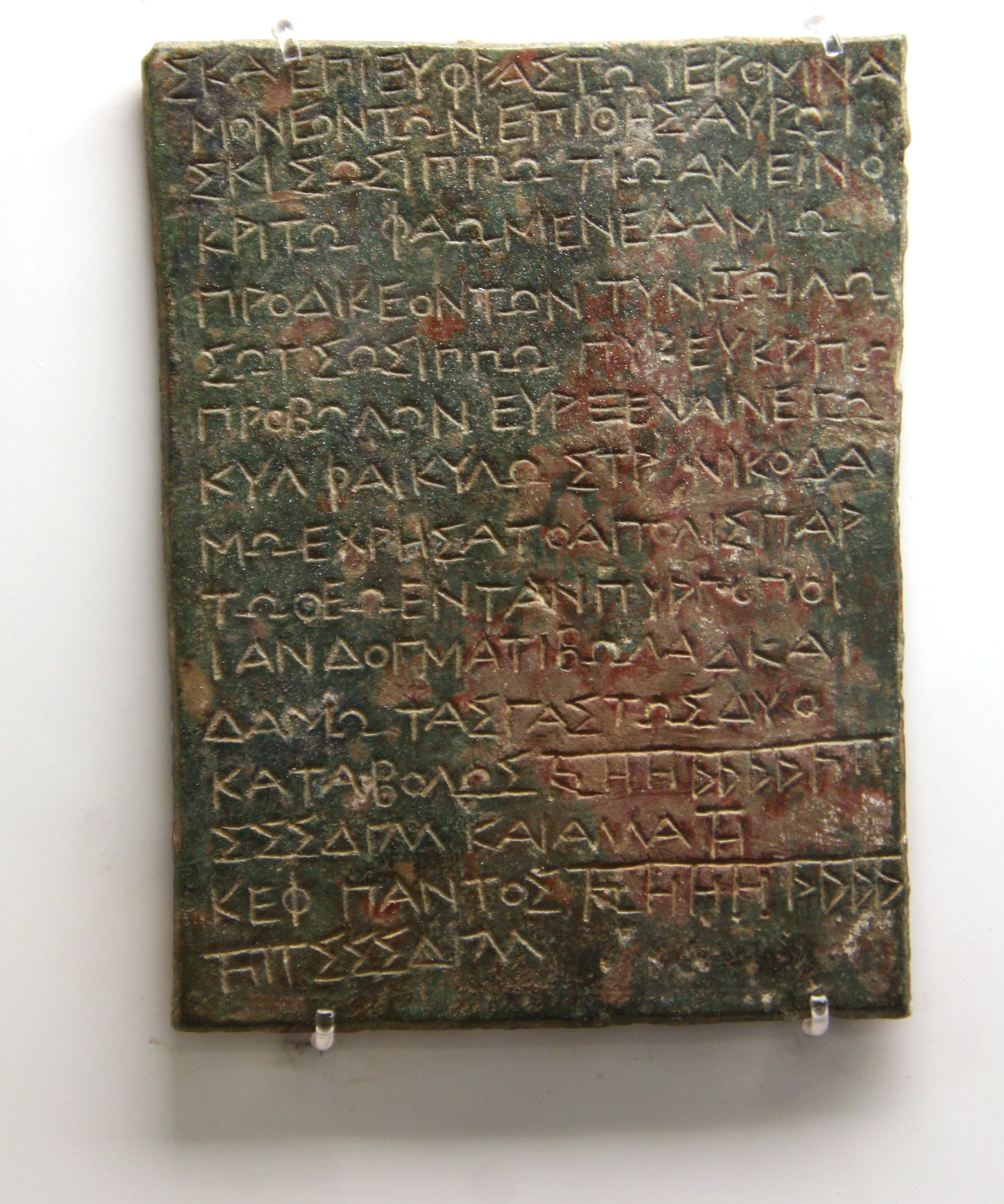
Antica tavoletta dellOlympieion di Locri Epizefiri: su ben 7 di queste tavolette compare un Basileus in stretti rapporti con i Locresi identificato con Agatocle (anche se alcuni tendono piuttosto a riconoscervi Pirro)

Come già avvenne per Dionisio I, anche Agatocle fu accostato dalle popolazioni adriatiche a un novello Diomede (il diffusore della civiltà in Adriatico): narra Aristotele che quando Agatocle si trovava nella terra dei Peucezi (che secondo alcuni sarebbero da identificare con il popolo appenninico dei Piceni), trovò un torques con inciso una dedica ex-voto: «Diomede ad Artemide» il quale era stato appeso al collo di un cervo dall'eroe acheo. Il re dei Sicelioti allora prese il prezioso oggetto e lo consacrò nel tempio di Zeus. Questo collare era celebre tra i Peucezi, i quali, non si sa in che specifico momento, lo custodivano nel tempio di Artemide, nella loro terra.
Il passo di Aristotele è molto complesso, in quanto di difficile interpretazione: secondo alcuni Agatocle prese il monile direttamente dal collo del cervo, poiché si trovò faccia a faccia con il secolare animale sacro toccato da Diomede; secondo altri invece Agatocle prese dal tempio della Peucezia il torques e lo portò a Siracusa, nel tempio di Zeus olimpico. Ad ogni modo questa tradizione è simbolo della regalità di Agatocle e del suo ruolo di «fondatore», in questo caso in Adriatico (tale era il significato del cervo accostato alla sacralità). Per l'ambiente nel quale sarebbe nata questa tradizione su Agatocle si è pensato al centro apulo di Brindisi, il cui nome indigeno messapico era Brandon, che significa «Testa di cervo» ed aveva un forte culto per il cervo sacro ad Artemide. Vicino agli Iapigi vi era inoltre l'area daunia con le isole Tremiti e Pelagosa; notoriamente fulcro del culto adriatico di Diomede.

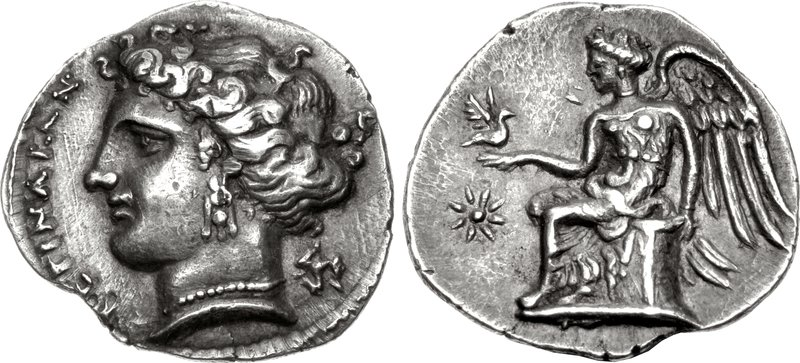
Moneta del 300 a.C. proveniente dalla città magnogreca di Terina che mostra chiari influssi agatoclei: si noti la Triscele; celebre simbolo di Agatocle, coniato sulle sue monete già al tempo della spedizine siracusana in Africa

Dopo aver soggiornato in Apulia, Agatocle tornò a Siracusa. Tempo dopo radunò un esercito di 30 000 fanti e 3 000 cavalieri e con essi sbarcò nuovamente in Italia. Affidò la marina siracusana al suo generale Stilpone, dandogli l'ordine di devastare il territorio costiero tirrenico dei Bruzi. Una tempesta sorprese Stilpone, che perse a causa di questa calamità naturale la maggior parte delle navi di Agatocle.
Nel frattempo il basileus si era insediato ad Ipponio (odierna Vibo Valentia), dopo averla cinta d'assedio e averne distrutto le mura difensive. L'imponente numero dei suoi uomini, letteralmente terrorizzò i Buzi, i quali si arresero mandando ad Agatocle ambascerie di pace. Il basileus accettò ma volle che i barbaroi consegnassero ai soldati siracusani, che rimanevano come presidio armato all'interno della città, 600 ostaggi. Fatto ciò torno nella pentapolis aretusea. Non vi sono altri frammenti di Diodoro che attestino ulteriori campagne bellcihe di Agatocle in Italia. Si dice solamente che, passato un certo lasso di tempo, i Bruzi si mobilitaro in massa e si ribellarono ai Siracusani; dopo aver ucciso la guarnigione agatoclea si rpresero gli ostaggi e la città. Tuttavia questo episodio deve essere accaduto molto dopo che Agatocle rientrò in Sicilia (probabilmente dopo la sua morte), dato che Strabone informa che Agatocle fece edificare un gran porto presso Valentia e ne sfruttò il commercio (per cui doveva avere avuto il tempo di esercitare tale dominazione). Inoltre Agatocle aveva esteso solidamente il suo dominio, o quanto meno la sua influenza commerciale, sulla gran parte della Magna Grecia, dati i ritrovamenti archeologici di questo periodo che si traducono principalmente in testimonianze monetali. Tracce tangibili della presenza di Agatocle in contesto italiota sono state rinvenute a Reggio (che al tempo di Agatocle viene definita una «città siceliota di Magna Grecia») Crotone, Ipponio, Terina, Caulonia, Locri Epizefiri, Elea-Velia, Metaponto e altri centri ancora. Sembrano inoltre rassenerarsi i rapporti con Taranto. Persino con Neapolis - già sotto il dominio dei Romani - si risvegliarono antichi rapporti commerciali:

## Agatocle e i Romani

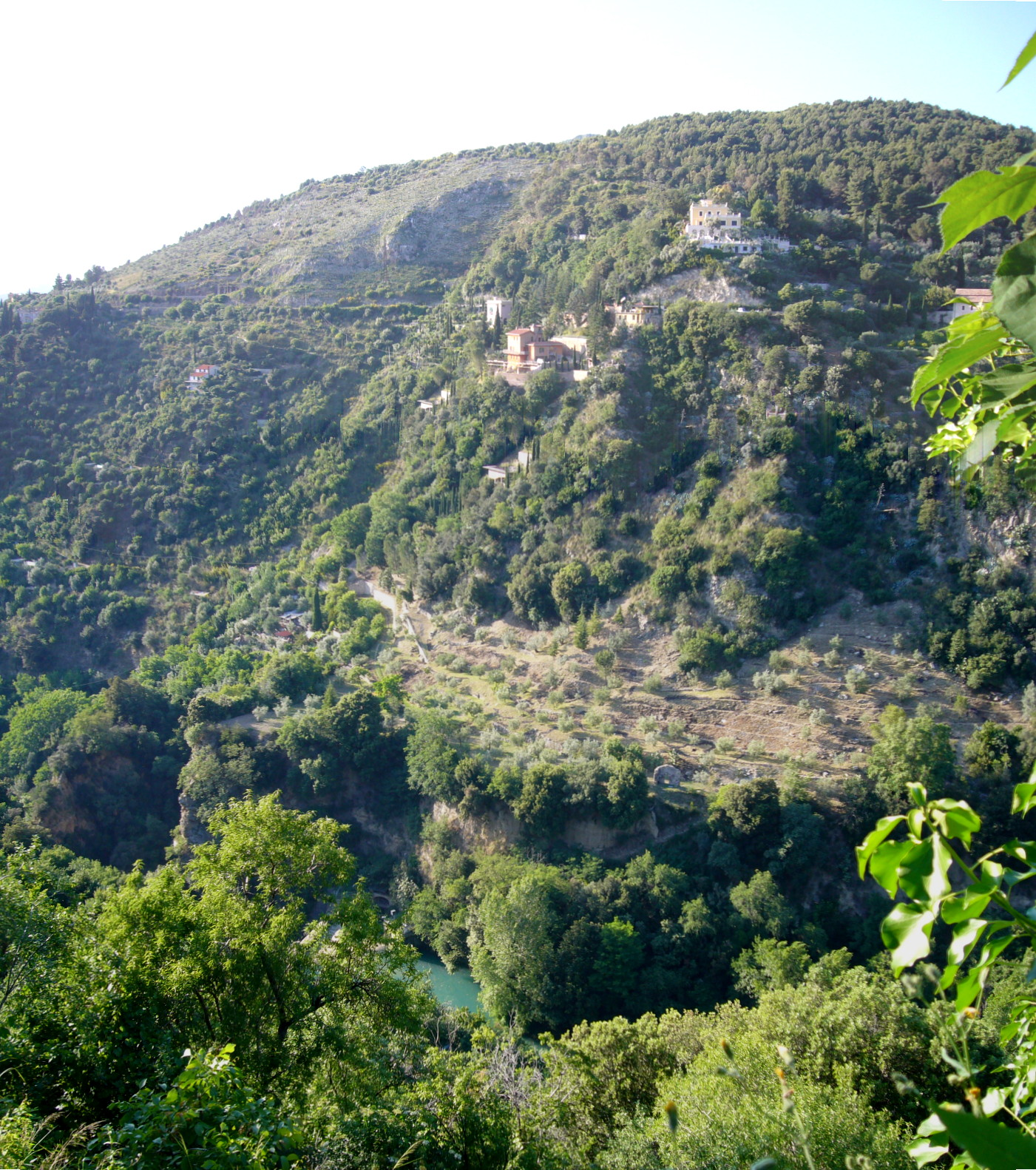
I monti di Tivoli vennero abitati dai Siculi; essi la fondarono. Notizia interessante che pone gli antenati dei Siracusani nella zona in cui in seguito sorse Roma; nel Latium vetus

Non vi sono fonti primarie, tra quelle a noi pervenute, che attestino rapporti espliciti tra Agatocle e i Romani (in tal senso rimane compianta la perdita del testo diodoreo incentrato sulla spedizione italica di Agatocle che certamente avrebbe potuto rispondere a parecchie domande che con Giustino, data la sua estrema sintesi, sono rimaste insolute), ciononostante diversi studiosi moderni asseriscono che vi sono dei segnali che convergono sulla figura di Agatocle e il tentativo di blocco della progressiva espansione romana: il fatto che gli Etruschi, sul finire delle guerre che videro la scomparsa del loro dominio (l'ultima resistenza etrusca si ebbe tra il 311 e il 295 a.C.), vengano ad aiutare Agatocle con le proprie navi per consentirli di sbarcare nuovamente in Africa (ciò accadde nel 307 a.C.), è per alcuni un chiaro segno che l'Etruria vedeva in Agatocle l'ultima speranza per contrastare l'irrefrenabile ascesa romana.
Anche le alleanze che Agatocle ha stipulato con le popolazioni apule (Iapigi e Peucezi), come visto, vengono interpretate in chiave antiromana e c'è chi sostiene che alla fine gli interessi di Agatocle in Magna Grecia si sarebbero urtati, inevitabilmente, con quelli delle truppe romane. Altri però auspicano prudenza nell'affermare che Agatocle nutrisse intenzioni bellicose verso i Romani. Certamente l'egemonia di Agatocle sulla Magna Grecia era in contrasto con l'espansione del popolo di lingua latina (non a caso egli viene descritto da storici odierni come «di sentimenti decisamente antiromani»), ma molto verosimilmente tra le due potenze a quel tempo non avvenne nessun contatto diretto (poteva forse esserci stato un contatto diplomatico; difficilmente infatti la presenza di Agatocle in Puglia sarà sfuggita ai Romani).
Secondo il De Sanctis il basileus Agatocle non aveva alcun interesse a inimicarsi un popolo volitivo e pericoloso come quello romano, non in quel momento, il quale tra l'altro all'epoca non poteva minacciare in alcun modo il dominio marittimo e terrestre della regione posta sotto l'influenza di Siracusa. Per cui lo avrebbe ignorato; ciò ovviamente non significa che Agatocle non fosse a conoscenza delle loro conquiste o che non ne avesse colto il potenziale in prospettiva futura, semplicemente in quegli anni egli aveva un nemico già ben più potente al quale dedicarsi: i Cartaginesi.
Un coinvolgimento di Agatocle è stato visto anche nel trattato stipulato, secondo Livio (perché Polibio invece lo definisce «inventato di sana pianta»), tra Cartagine e Roma lo stesso anno, 306 a.C., in cui Agatocle aveva firmato la pace con i Punici; in esso i Romani e i Cartaginesi nominavano terre che non possedevano, né gli uni né gli altri (infatti la Sicilia era ancora saldamente difesa dai Siracusani così come l'Italia era ben lungi dal potersi dire sotto il dominio di Roma), si suppone che fecero ciò a causa dell'incertezza dettata da Agatocle: in quel periodo infatti il dinasta siracusano doveva ancora affrontare nella battaglia finale gli oligarchici di Dinocrate e una sua eventuale caduta avrebbe lasciato un pericoloso vuoto di potere tra Cartaginesi e Romani. Secondo altri invece i Cartaginesi volevano mettere i Romani contro Agatocle, in vista di una sua eventuale richiesta d'aiuto (che non avvenne) all'Italia.

### Esplicative
1. ↑  Non la pensa così il De Sanctis che sostiene invece che uno scontro tra Agatocle e Cassandro fosse inevitabile poiché uno, Agatocle, aveva da sempre rappresentato la speranza per i democratici mentre l'altro, Cassandro, lo era stato per gli oligarchici. Il De Sanctis sostiene inoltre che la capitale macedone, Pella, fosse stata persino sede di onorato rifugio per gli oligarchici siracusani durante la guerra civile; viceversa, Siracusa lo era stata per i democratici di Pella. Cfr. Gaetano De Sanctis, pp. 243-244.
2. ↑  Tuttavia Cassandro potrebbe non avere avuto intenzioni egemoniche verso la grecità occidentale, piuttosto i suoi confini ideali si sarebbero fermati all'area illirica e corinzia. vd. a proposito: Stefania De Vido (2015), p. 179, n. 32 e in maniera più approfondita l'excursus di Cinzia Bearzot:  Pirro e Corcira nel 295 a.C., su fupress.net. URL consultato il 7 luglio 2017 (archiviato dall'url originale il 6 maggio 2018)., pp. su Cassandro: 248-257.
3. ↑  Va tenuto presente a tal proposito che i Corciresi avevano molti legami con i Siracusani: secondo una tradizione essi avrebbero avuto anche lo stesso ecista; afferma infatti Strabone che fu il corinzio Archia, l'ecista dei Siracusani, a fondare Corcira.[26] Inoltre furono i Corciresi a riscattare i soldati siracusani fatti prigionieri dagli Atenisei nella loro isola, a seguito di una sconfitta subita insieme a Sparta, sotto Dionisio I; essi si fecero “garanti” dei Siracusani. Significativi precedenti tra le due polis non mancavano.[27]
4. ↑  Sul comportamento di Agatocle con i Corciresi: 
«La scioccante risposta messa in bocca al tiranno sembrerebbe, infatti, mirata a spostare il rapporto fra la polis, o meglio la terra che egli con le sue truppe rappresenta, e i Corciresi su un piano altro, oppositivo, rispetto a quello del legame di συγγένεια, rinnovato al tempo di Timoleonte, e al quale i Corciresi, a mio parere, dovevano aver fatto appello.»
(Maria Intrieri, p. 443.)
5. ↑  Sulla rivisitazione dei testi epici con scopo politico da parte dei Siracusani: 
«Si potrebbe ipotizzare, allora, che tutti i lembi di racconto di argomento più o meno latamente ‘odissiaco’, pur frammentari, possano rimandare a un ambiente culturale omogeneo di matrice siracusana, abbastanza autonomo e spregiudicato da impugnare le più antiche tradizioni greche, mentre già si era consolidata, tra l’altro, la definitiva ambientazione ionica di Scheria e dell’Itaca odissiaca.»
(Stefania De Vido (2015), p. 185.)
6. ↑  Anche la presa di Crotone viene talvolta interpretata nell'ottica anti-romana: Agatocle mettendo il suo dominio al limite di Capo Lacinio (che era il limite imposto ai Romani dai Tarantini di Cleonimo) aveva avvertito sia Roma che Taranto che Siracusa avrebbe difeso la sua tradizionale area egemonica (per i Romani), né gli si poteva vietare un'eventuale espansione (per i Tarantini). Cfr. Giovanni De Sensi Sestito (2015), p. 20.
7. ↑  Da sottolineare come il racconto aristotelico sia simile a quello di Pausania, il quale narra del cervo di Agapenore, preso durante la guerra di Troia, e che ancora vagava per i boschi dell'Arcadia ai tempi del Periegeta portando un monile al collo; simbolo della sua sacralità (il cervo era infatti sacro alla dea infera Despoina; conosciuta anche con il nome di Kore). Cfr. Carlo Donà, Per le vie dell'altro mondo..., p. 179. Della longevità del cervo già parlò Esiodo: Fr. 304 Merkelbach -West = Plutarco, Mor. 415c. Cfr. Guida della Grecia: L'Arcadia, 2003, p. 344.
8. ↑  Non solamente Tivoli, i Siculi fondarono centri ancora più vicini a Roma come Gabi.[76] Ma la loro presenza è anche attestata in Etruria: Pisa e Cere sono secondo la tradizione fondazioni sicule.[76] E in altri luoghi. Ulteriore attestazione sicula nelle fondamenta di una primissima Roma è data da Antioco di Siracusa, il quale asserisce che Siculo, condottiero ed eponimo del suo popolo, proveniva dalla terza Roma, la più antica in ordine cronologico, il cui nucleo originario era composto da Siculi.[77] Interessante il collegamento che gli studiosi moderni hanno fatto con l'epoca di Dionisio I; secondo loro infatti i Siracusani di Dionisio, in quel momento presenti in veste bellica in Italia, si erano molto interessati alla storia del popolo romano, legandosi ad esso.[76]

### Referenze
1. ↑  Consolo Langher, p. 75.
2. ↑  Vd. G. Marasco, p. 99, n. 8.
3. ↑  Diod. Sic., XX 104, 1.
4. 1 2  Cfr. vicenda in Vito Antonio Sirago, Giuliano Volpe, Puglia romana, 1993, pp. 39, 40; Marta Sordi (a cura di), Fazioni e congiure nel mondo antico, 1999, p. 147.
5. 1 2  Gaetano De Sanctis, p. 240.
6. ↑  App., Samn. 7, 1 (= H. H. Schmitt, Die Staatsvertràge des Altertums, IIt, Mùnchen 1969, nr. 444 con bibliografia: cit. G. Marasco, p. 98.
7. ↑  Per approfondire la vicenda di Cleonimo vd.: G. Marasco, La campagna di Cleonimo in Adriatico, 1984, e Marta Sordi Cleonimo nella laguna veneta, 2000.
8. ↑  Tyrannis, Basileia, Imperium, Giornate seminariali in onore di S. Nerina Consolo Langher (a cura di), Pelorias, 2007.
9. 1 2  Consolo Langher (2000), p. 75.
10. ↑  Giustino, XXIII 2, 1.
11. 1 2  Giustino, XXIII 2, 2.
12. ↑  Cfr. Giovanna De Sensi Sestito, p. 50; Gaetano De Sanctis, p. 242.
13. 1 2 3  Diod. Sic., XXI 2, 1.
14. 1 2  Consolo Langher (2000), p. 74.
15. ↑  Diod. Sic., XX 105, 1. Cfr. G. Marasco, p. 98, n. 4; Consolo Langher (2000), p. 74.
16. ↑  Sui precedenti rapporti tra Cassandro e l'area adriatica vd.: Maria Intrieri, pp. 432-438.
17. 1 2  Diod. Sic., XXI 2, 3.
18. ↑  Stefania De Vido (2015), p. 180; Maria Intrieri, p. 442.
19. 1 2  Diod. Sic., XXI 2, 2.
20. ↑  Cfr. Consolo Langher (1992), p. 120; Stefania De Vido (2015), p. 176, 179.
21. ↑  Diod. Sic., XXI 2, 1. Trad. Maria Intrieri, p. 438.
22. ↑  La madre di Teossena, Berenice I, regina d'Egitto, era figlia di Antigone, cugina di Cassandro, in quanto nipote del generale Antipatro.
23. ↑  Cfr. al riguardo: Edouard Will (1964), p. 330; Consolo Langher (1992), p. 104.
24. ↑  Su un possibile intervento di Tolomeo nella vicenda di Corcira vd. Consolo Langher (2000), pp. 75-79; Maria Intrieri, p. 439 e n. 50. Vd. anche Hesperìa 17, 1990, p. 145.
25. ↑  Maria Intrieri, p. 439.
26. ↑  Così Strabone, VI 2, 4, p. 269-270.
27. ↑  L'episodio è narrato da Senofonte nelle Elleniche, VI 2, 36. Vd. anche (su Corcira, Siracusa, Dionisio e Agatocle)  Corcira fra Corinto e l'Occidente:rapporti e sincronismi di colonizzazione, su academia.edu. URL consultato il 9 luglio 2017..
28. ↑  Cfr. Maria Intrieri, pp. 439-440; Consolo Langher (2000), p. 76.
29. ↑  G. Marasco, pp. 108-110; Consolo Langher (2000), p. 76.
30. ↑  Sulle intenzioni di Agatocle nell'alta Italia, che non erano colonizzatrici, come al tempo di Dionisio, ma commerciali, vd. G. Marasco, pp. 108-110.
31. ↑  Cfr. Consolo Langher (2000), p. 77; G. Marasco, p. 109. Vd. anche: Benedetta Rossignoli, L'Adriatico greco: culti e miti minori, 2004, p. 381.
32. ↑  Consolo Langher (1992), p. 125.
33. ↑  Plut. 12=Mar. 557b-c. Trad. ita in Maria Intrieri, p. 442.
34. ↑  Maria Intrieri, pp. 442-443.
35. 1 2 3  Landucci Gattinoni, p. 158; Maria Intrieri, p. 443.
36. ↑  Cit. Vattuone in Maria Intrieri, p. 443.
37. ↑  Per una critica nata in ambiente corcirese vd. Landucci Gattinoni, p. 158. Critica nata ad Atene, ad opera di Siracusani, vd. Maria Intrieri, p. 443. Per il concetto di diritto di precedenza vd. Stefania De Vido (2015), p. 186.
38. ↑  Polemone di Ilio, FHG III F 45=Ath. 15, 698a. Cfr. Maria Intrieri, p. 443.
39. ↑  Maria Intrieri, p. 444.
40. ↑  Reg. et Imp. Apoph. 3=Mor. 176e. Cfr. Maria Intrieri, p. 444; Consolo Langher (2000), p. 79.
41. ↑  Democare, in Aten., VI, 253, b-c. Cfr. Maria Intrieri, p. 444.
42. ↑  Consolo Langher (2000), p. 79.
43. ↑  Sul possesso anche di Leucade vd. G. Marasco, p. 99 e n. 11; Maria Intrieri, p. 444; Consolo Langher (2000), p. 79; Stefania De Vido (2015), p. 180 e n. 39.
44. ↑  Cit. in Maria Intrieri, p. 445, n. 91.
45. ↑  Maria Intrieri, p. 445.
46. ↑  Sulla presa di Cefalonia si veda anche Stefania De Vido (2015), p. 180, n. 88.
47. ↑  G. Marasco, pp. 104-105.
48. ↑  Polieno, V 3, 6. Cfr. Consolo Langher (2000), p. 79; G. Marasco, p. 105 n. 46; Stefania De Vido (2015), p. 180, n. 38. Al riguardo vd. anche G. Droysen, Geschichte des Hellenismus, II, 1887-88, 2.
49. ↑  G. Marasco, p. 105.
50. ↑  Gaetano De Sanctis, p. 243.
51. 1 2 3  Diod. Sic., XXI 3, 1.
52. ↑  Giovanna De Sensi Sestito (2015), p. 17, n. 46.
53. 1 2  Giovanna De Sensi Sestito (2015), p. 18.
54. 1 2 3  Diod. Sic., XXI 4, 1.
55. 1 2 3 4  Giovanna De Sensi Sestito, p. 51.
56. ↑  «fortemente ostile ad Agatocle» la definisce Mario Lombardo: Il canale d'Otranto tra il IV e III secolo in La pirateria nell'Adriatico antico (a cura di Lorenzo Braccesi), p. 56. Così anche Giovanna De Sensi Sestito (2015), p. 19 e Gaetano De Sanctis, p. 242 (il quale parla dei «nemici di Agatocle»).
57. ↑  Consolo Langher (2000), p. 77; Giovanna De Sensi Sestito, pp. 51-52.
58. ↑  Così Il canale d'Otranto..., p. 56. Vd. anche  Cosa, guerra di, in Enciclopedia Italiana, Roma, Istituto dell'Enciclopedia Italiana..
59. ↑  Vd. anche Giovanna De Sensi Sestito (2015), p. 20; Mario Lombardo, Il canale d'Otranto..., p. 56.
60. ↑  Cit. Luigi Pareti, Storia della regione lucano-bruzzia nell'antichità, 1997, p. 328.
61. ↑  Cfr. Marta Sordi, Scritti di storia romana, 2002, p. 169.
62. ↑  Vd. Giovanna De Sensi Sestito, p. 53, n. 147; Landucci Gattinoni, p. 155, n. 38.
63. 1 2  Giovanni De Sensi Sestito, p. 52.
64. ↑  Sarebbe nata alla corte di Agatocle la distorsione tra Peucezi e Piceni: cfr. Lorenzo Braccesi, Grecità adriatica, 2001, p. 112.
65. ↑  Così viene chiamato Agatocle nello scritto aristotelico.
66. ↑  Aristotele, De mirabilibus auscultationibus, 110.
67. ↑  Così Carlo Donà, Per le vie dell'altro mondo: l'animale guida e il mito del viaggio, 2003, p. 179; anche: Giuseppe Gené, Dei pregiudizi popolari intorno agli animali, 1869, p. 74. Un tempo si asseriva persino che Agatocle avesse ucciso questo cervo durante la caccia (cosa che Aristotele non dice): cfr. Girolamo Marciano, Descrizione: origini e successi della provincia d'Otranto (ed. 1855), p. 54.
68. ↑  Così Giovanna De Sensi Sestito, p. 52; anche Benedetta Rossignoli, L'Adriatico greco, pp. 73-74.
69. ↑  Cfr. Carlo Donà, Per le vie dell'altro mondo..., p. 179.
70. ↑  Benedetta Rossignoli, L'Adriatico greco, pp. 72-73; Lorenzo Braccesi, Hesperia 12, 2000, p. 297.
71. 1 2 3 4 5 6  Diod. Sic., XXI 8.
72. ↑  Strabone, VI 1,5 C 256.
73. ↑  D'Amore in Giovanna De Sensi Sestito, p. 49.
74. ↑  Giovanna De Sensi Sestito, pp. 56-58.
75. ↑  Cit. Jos de Waele, Il tempio dorico del foro triangolare di Pompei, 2001, p. 233.
76. 1 2 3  Alessandra Coppola, Archaiologhía e propaganda: i Greci, Roma e l'Italia, 1995, cap. IV; Marta Sordi, Scritti di storia romana, 2002, pp. 171-175.
77. ↑  Antioco FGrHist 555 F 9 in Dion. Hal., Antichità romane, I, 12, 3.
78. ↑  Cfr. al riguardo Marta Sordi, Roma e i Sanniti nel IV secolo a. C., 1969, pp. 99-100; Decebal Nedu, p. 39. È invece contrario Gaetano De Sanctis, p. 241, n. 1, il quale sostiene che l'aiuto etrusco fosse disinteressato.
79. ↑  Giovanna De Sensi Sestito, p. 51.
80. ↑  Così disse Allcroft A. H., Masom W. F., A history of Sicily 491-289 b. c., 1890, p. 163. Cit. in Decebal Nedu, p. 45, n. 48.
81. 1 2 3  Decebal Nedu, p. 46.
82. 1 2 3  Gaetano De Sanctis, p. 241, n. 1.
83. ↑  Cit. Lorenzo Braccesi, Grecità adriatica, 2001, p. 112.
84. ↑  G. Marasco, p. 102: E. Bayer, Rom und die Westgriechen bis 280 v. Chr., in: Aufstieg und Niedergang der rómischen Welt, I 1, Berlin-New Y ork L97 2, 338.
85. ↑  Cfr. Giovanna De Sensi Sestito, p. 47 e n. 83. Per il testo pervenuto del trattato: Tito Livio, IX 43,26. Per la frase di Polibio: III 6,3-4.
86. ↑  Howard H. Scullard, Storia del mondo romano, 1992, p. 173.

### Fonti primarie
Le principali
- Diodoro Siculo, Bibliotheca historica, libri: XIX, XX, XXI.
- Marco Giuniano Giustino, Historiarum Philippicarum T. Pompeii Trogi libri XLIV in epitomen redacti, libri: XXII, XXIII.
- Polibio, Storie, librI XI, XII, XV.

Altre fonti primarie
- Polieno, Stratagemmi, Agatocle.
- Plutarco, vite parallele: notizie varie in vita di Pirro e vita di Demetrio.

#### Contemporanei di Agatocle
- Callia di Siracusa, Storia di Agatocle, frammento.
- Duride di Samo, Storia di Agatocle, frammenti.
- Timeo di Tauromenio, Historiai, frammenti, libri: 34-38.

### Fonti moderne
- (FR) Edouard Will, Ophellas, Ptolémée, Cassandre et la chronologie, in Revue des Études Anciennes. Tome 6, 1964.
- Gaetano De Sanctis, Agatocle, in Scritti minori, vol. 1, Ed. di Storia e Letteratura, 1970, ISBN non esistente.
- Sebastiana Nerina Consolo Langher, La politica di Agatocle e i caratteri della tradizione dal conflitto con Messana alla battaglia presso il fiume Himera (315-310 a.C.) (PDF), in Archivio storico messinese, Società messinese di storia patria, 1976,  pp. 29-61. URL consultato il 22 aprile 2017.
- Aspetti della storia di Agatocle nella tradizione diodorea - Diodoro e Duride, in Archicio storico messinese. III Serie - Vol. XXXI - Anno 1980, vol. 38 (a cura di), Società messinese di storia patria, 1980.
- Riccardo Vattuone, Ricerche su Timeo: la "pueritia" di Agatocle, Nuova Italia, 1983, ISBN 9788822100597.
- G. Marasco, Agatocle e la politica siracusana agli inizi del III secolo a.C., in Prometheus, 10, 1984,  pp. 97-133. URL consultato il 1º luglio 2017 (archiviato dall'url originale il 12 dicembre 2017).
- (FR) Jean-Paul Riffaud, Agathocles de Syracuse, 317-289 avant J.C.: témoignages numismatiques et historiques, Paris--Univ. de Paris IV-Sorbonne, U.E.R. d'hist. de l'art et d'archéol, 1989, ISBN non esistente.
- Sebastiana Nerina Consolo Langher, Oriente persiano-ellenistico e Sicilia, trasmissione e circolazione di un messaggio ideologico attraverso i documenti numismatici, in Revue des Études Anciennes, 1990,  pp. 29-44. URL consultato il 22 aprile 2017.
- Sebastiana Nerina Consolo Langher, Macedonia e Sicilia nell'età dei Diadochi e di Agatocle, in Archivio storico messinese, vol. 60, pp. 97-137, Società messinese di storia patria, 1992.
- (EN) Michael Francis Ierardi, Agathokles of Syracuse and the Greek West: The Coinage, University of California, Berkeley, ISBN non esistente.
- Franca Landucci Gattinoni, Le Storie su Agatocle, in Duride di Samo, L'ERMA di BRETSCHNEIDER, 1997, ISBN 9788870629859.
- (a cura di), Agatocle e la trasformazione di Segesta in Dikaiopolis, in Terze Giornate Internazionali di Studi sull’Area Elima, Centro Studi e Documentazione sull’Area Elima - Pisa, Gibellina, 2000, ISBN 88-7642-088-6.
- Sebastiana Nerina Consolo Langher, Storiografia e potere: Duride, Timeo, Callia e il dibattito su Agatocle, ETS, 1998, ISBN 9788846701046.
- Sebastiana Nerina Consolo Langher, Agatocle: da capoparte a monarca fondatore di un regno tra Cartagine e i Diadochi, Di.Sc.A.M., 2000, ISBN 9788882680046.
- Herbert Adolf Cahn, La moneta greca e romana, L'ERMA di BRETSCHNEIDER, 2000, ISBN 9788882650513.
- Lorenzo Braccesi, Mario Luni (a cura di), Corcira e l'Adriatico negli equilibri interstatali del Mediterraneo tra il IV e III sec. (età di Agatocle e dei Diadochi), in I greci in Adriatico, L'ERMA di BRETSCHNEIDER, 2002, ISBN 9788882651626.
- Salvatore De Vincenzo, Tra Cartagine e Roma: I centri urbani dell’eparchia punica di Sicilia tra VI e I sec. a.C., Walter de Gruyter, 2003, ISBN 9783110290233.
- Cinzia Bearzot, Franca Landucci Gattinoni (a cura di), Fra Timoleonte e Agatocle, in Diodoro e l'altra Grecia: Macedonia, Occidente, Ellenismo nella Biblioteca storica : atti del convegno, Milano, 15-16 gennaio 2004, Vita e Pensiero, 2005, ISBN 9788834350065.
- (DE) Caroline Lehmler, Syrakus unter Agathokles und Hieron II.: die Verbindung von Kultur und Macht in einer hellenistischen Metropole, Verlag Antike, 2005, ISBN 9783938032077.
- Guido Schepens, Jan Bollansée (a cura di), Polibio e gli storici contemporanei di Agatocle (Duride tra Polibio e Diodoro), in Du miel au café, de l'ivoire à l'acajou, Peeters Publishers, 2005, ISBN 9789042916586.
- (DE) Günter Pollach, Agathokles - der Tyrann von Syrakus: historischer Roman, Ed. Fischer, 2008, ISBN 9783899504002.
- (EN) Decebal Nedu, Agathocles and the italic powers at the beginning of the 3rd century b.C. (PDF), 2010.
- Anna Simonetti Agostinetti, Agatocle di Siracusa: un tiranno-operaio (PDF), in Aristonothos. Scritti per il Mediterraneo antico - Riviste UNIMI, n. 2, 2008,  pp. 153-160. URL consultato il 19 aprile 2017.
- Maria Caccamo Caltabiano, La Nike/Nymphe di Agatocle e l’ideologia della Vittoria (PDF), in Pelorias - Tyrannis, Basileia, imperium. Forme, prassi e simboli del potere politico nel mondo greco e romano. Giornate seminariali in onore di S. Nerina Consolo Langher, 2010,  pp. 277-302. URL consultato il 22 aprile 2017.
- Maria Intrieri, Politica e propaganda: Corcira nelle lotte fra basileis - Un rapporto controverso: Agatocle e Corcira, in Ethne, identità e tradizioni: la "terza" Grecia e l'occidente (a cura di), 2011,  pp. 438-450. URL consultato il 27 aprile 2017.
- Stefania De Vido, Il liberatore e il re, Guerra e potere, Guerra e pace, Guerra e territorio, in Le guerre di Sicilia, Carocci editore, 2013, ISBN 978-88-430-6788-6.
- Giovanna De Sensi Sestito, Cartagine e la Magna Grecia da Agatocle a Pirro, in AIÔNOS - Miscellanea di studi storici, 18, 2015,  pp. 11-36. URL consultato il 22 aprile 2017.
- Giovanna De Sensi Sestito, Magna Grecia e Sicilia da Agatocle a Pirro, in Istituto per la Storia e l’Archeologia della Magna Grecia, 2015,  pp. 39-73. URL consultato il 23 aprile 2017.
- Stefania De Vido, Il re Agatocle nello spazio ionico: prospettive e modelli (PDF), in Diabaseis - Prospettive corciresi, 2015,  pp. 169-191. URL consultato il 27 aprile 2017.
- Raffaele Ruggiero, Dalla parte di Agatocle: dualismo e analogia nel Principe, in Anselmi G.M. Caporali R. Galli C. (a cura di), Machiavelli Cinquecento. Mezzo millennio del Principe, Milano-Udine, Mimesis, 2015,  pp. 213-228. URL consultato il 28 aprile 2017.
- (FR) Sandra Péré-Noguès, Les relations diplomatiques sous le règne d’Agathocle (PDF)[collegamento interrotto], Université Toulouse, Jean Jaurès.